# Деби, Бенуа
Бенуа Деби (нидерл. Benoît Debie; род. 1968, Льеж, Валлония) — бельгийский кинооператор. Лауреат премии «Сезар» за лучшую операторскую работу в фильме «Братья Систерс».

## Биография
Родился в городе Льеж, Бельгия. Карьеру кинооператора начал со съёмок фильма «Семь смертных грехов» 1992 года. Известен по фильмам режиссёра Гаспара Ноэ, с которым они работали на съёмках картин «Необратимость», «Вход в пустоту» и «Любовь». В 2007 году Бенуа Деби получил награду кинофестиваля «Сандэнс» за операторскую работу в фильме «Джошуа». В 2015 году он стал лауреатом за работу в фильме «Любовь» на Международном фестивале кинооператоров Camerimage в категории лучший 3D фильм.

## Избранная фильмография

### Фильмы
- 2002 — Необратимость / Irreversible (реж. Гаспар Ноэ)
- 2004 — Мучение / Calvaire (реж. Фабрис Дю Вельц)
- 2009 — Вход в пустоту / Enter the Void (реж. Гаспар Ноэ)
- 2009 — Носители / Carriers (реж. Алекс Пастор, Давид Пастор)
- 2010 — Ранэвэйс / The Runaways (реж. Флория Сигизмонди)
- 2012 — «Весёлые» каникулы / Get the Gringo (реж. Адриан Грюнберг)
- 2012 — Отвязные каникулы / Spring Breakers (реж. Хармони Корин)
- 2014 — Как поймать монстра / Lost River (реж. Райан Гослинг)
- 2015 — Любовь / Love (реж. Гаспар Ноэ)
- 2016 — Танцовщица / La Danseuse (реж. Стефани ди Джусту)
- 2016 — Прекрасные дни в Аранхуэсе / Les Beaux Jours d’Aranjuez (реж. Вим Вендерс)
- 2017 — Погружение / Submergence (реж. Вим Вендерс)
- 2018 — Экстаз / Climax (реж. Гаспар Ноэ)
- 2018 — Братья Систерс / The Sisters Brothers (реж. Жак Одиар)
- 2019 — Пляжный бездельник / The Beach Bum (реж. Хармони Корин)
- 2019 — Вечный свет / Lux Æterna (реж. Гаспар Ноэ)

### Видеоклипы
- 2010 — Thirty Seconds to Mars: Hurricane
- 2013 — Джон Ледженд: Who Do We Think We Are
- 2015 — Рианна: Bitch Better Have My Money
- 2018 — The Carters: Apeshit